# Borghild Ouren
Borghild Ouren, née le 17 août 1977, est une biathlète norvégienne.

## Biographie
En 2002, elle obtient son premier et seul podium en Coupe du monde en terminant troisième avec le relais norvégien à Osrblie.
Lors de la saison 2003-2004, elle marque des points à deux reprises dans des poursuites, avec comme meilleur résultat une 23e place.

## Palmarès

### Coupe du monde
- Meilleur classement général : 60e en 2004.
- 1 podium en relais : 1 troisième place.
- Meilleur résultat individuel : 23e.

#### Classements en Coupe du monde
| Saison    | Classement général final | Individuel | Sprint | Poursuite | Mass start |
| 1999-2000 | nc                       |            | nc     |           |            |
|           |                          |            |        |           |            |
| 2000-2001 | nc                       |            | nc     |           |            |
| 2002-2003 | nc                       | nc         | nc     | nc        |            |
| 2003-2004 | 60e                      | nc         | nc     | 46e       |            |
| 2004-2005 | nc                       | nc         | nc     | nc        |            |
| 2005-2006 | nc                       |            | nc     | nc        |            |

### Coupe d'Europe
- 1 podium individuel.